# Belalora
Belalora là một chi ốc biển, là động vật thân mềm chân bụng sống ở biển trong họ Turridae.

## Các loài
Các loài thuộc chi Belalora bao gồm:
- Belalora striatula (Thiele, 1912)[2]
- Belalora thielei Powell, 1951[3]